# Nibelgau (Wüstung)
Nibelgau ist ein abgegangener mittelalterlicher Weiler auf der Gemarkung von Alfdorf, einer Gemeinde im baden-württembergischen Rems-Murr-Kreis. Der kleine Ort gehörte dem Adelsgeschlecht der Wäscher, dann dem Kloster Lorch und ging im Spätmittelalter ein.

## Lage
Die Lage der Wüstung ist nicht genau bekannt. Wahrscheinlich befand sich der Weiler Nibelgau am Eisenbach, etwa einen Kilometer nordwestlich von Mannholz. Auf der so genannten Ur-Flurkarte der Württembergischen Landesvermessung (um 1830) ist an jener Stelle der Flurname Nibelgäu verzeichnet.

## Geschichte
Der Ortsname bedeutet so viel wie neue Siedlung (ni = neu, bel = Wohnstätte). Der Ort Nibelgau wird in einer Urkunde aus dem Jahre 1271 erstmals erwähnt. Am 7. Januar 1271 traten der Ritter Conrad Wäscher (Cunradus miles cognominatus Wascher) und sein Sohn Conrad (et filius noster Cunradus) als Entschädigung für zugefügte Schäden dem Kloster Lorch einige Ortschaften ab. Neben Aichstrut, Großdeinbach, der Schadburg (Schadeburch) und Wighartsreute wird auch Nibelgau (Nibelgov) genannt. Im Gegenzug erhielt der Ritter von dem Kloster ein Hofgut in Beuren, dem heutigen Wäschenbeuren.
Nibelgau fiel somit an das Kloster Lorch. Allerdings gab es Streitigkeiten mit den Herren von Ebersberg, die zeitweise auch Nibelgau für sich beanspruchten. Im Jahre 1278 verzichtete Albert von Ebersberg (Albertus nobilis vir de Ebersberch) auf seine Ansprüche. Dafür erhielt der Ebersberger eine Abfindung in Höhe von 45 Pfund Heller.
Um das Jahr 1300 besetzte der Gmünder Stadtadlige Gernold von Welzheim die Cronmühle und Güter in Nibelgau (molendino dicto Cromühl et bonis in Nibelgow); 1305 konnte der Streit zwischen Gernold und dem Kloster Lorch friedlich beigelegt werden. Gernold, seine Frau Elisabeth und der Sohn Johannes durften die Güter auf Lebenszeit behalten. Nach ihrem Tode sollten diese jedoch wieder an das Kloster fallen.
Um 1376 gelang es dem Kloster, weitere Güter in Nibelgau zu erwerben, die zuvor alteingesessenen Patriziergeschlechtern aus Gmünd gehörten, zum Beispiel der Familie Rinderbach. Auch andere Klöster hatten Besitzungen in Nibelgau: 1499 konnte das Kloster Lorch Ackerflächen bei Nibelgau von dem Kloster Gotteszell erwerben.
Es ist unklar, wann der Ort Nibelgau abgegangen ist. In einer Beschreibung der Pfarrei Welzheim von 1510 wird erwähnt, dass Nibelgau kirchlich zu Welzheim gehört habe. 1539 wird in einem Bericht erwähnt, dass die Einwohner von Nibelgau in Welzheim die Kirche besucht und dort den Zehnten abgeliefert hätten, der Weiler jedoch zu Alfdorf gehört habe. Daraus kann geschlossen werden, dass der Weiler Nibelgau im 16. Jahrhundert schon lange nicht mehr existierte. Es herrschte offenbar sogar Unklarheit, zu welchem Ort der Weiler einst gehört hatte.
Die Meuschenmühle dürfte der letzte Rest der Siedlung sein. 1553 wurde die Meuschenmühle noch Nibelgau, die Mühle und im Jahre 1600 als Nibelgaumühle bezeichnet.